# Долгово (Новичихинський район)
До́лгово (рос. Долгово) — село у складі Новичихинського району Алтайського краю, Росія. Адміністративний центр Долговської сільської ради.

## Населення
Населення — 574 особи (2010; 652 у 2002).
Національний склад (станом на 2002 рік):
- росіяни — 93 %